# Spilopelia senegalensis
La tórtola senegalesa (Spilopelia senegalensis), también llamada tórtola del Senegal o tórtola reidora, es una especie de ave columbiforme de la familia Columbidae propia de África, Medio Oriente, Asia Central y el subcontinente indio; hay poblaciones en los Balcanes que no se sabe si fueron introducidas.
La especie se encuentra en hábitats de matorral y desiertos semiáridos donde se pueden ver alimentándose en el suelo. Un collar cuadriculado rojizo y negro le da un patrón distintivo y también le distingue fácilmente de otras palomas, al igual que su llamado. Otros nombres incluyen paloma de palmera, mientras que en la India se utiliza frecuentemente el nombre de pequeña paloma marrón. Fue introducida en España y en Australia Occidental y se ha establecido en la naturaleza alrededor de Perth y Fremantle.

## Descripción
La tórtola senegalesa tiene una cola larga y delgada, típicamente de 25 cm (9.8 pulgadas) de longitud. Es de color marrón rosáceo en la parte inferior con una cabeza y cuello color lila teñido. La cabeza y las partes inferiores son rosáceas, hasta hacerse más oscuras en la parte inferior del abdomen. Un parche rojizo y gris a cuadros se encuentra a ambos lados del cuello y se componen de plumas divididas. Las partes superiores son marrones con una franja gris azulada a lo largo del ala. La parte posterior es de un marrón uniforme y sin brillo en la población de la India. Las poblaciones africanas senegalensis y phoenicophila tienen la rabadilla y las coberteras superiores de las cola de color gris azulado pero difieren en los tonos de las plumas del cuello y las alas, mientras aegyptiaca es más grande y la cabeza y la nuca son color vino y las coberteras superiores son rufas. La cola tiene la misma medida en todos los subgéneros y las plumas exteriores terminan en blanco. Los sexos son indistinguibles en el campo. Las aves jóvenes carecen de las marcas cuadriculadas del cuello. Las patas son rojizas. Las poblaciones varían ligeramente en el plumaje, por ejemplo en las zonas más áridas son más pálidos. Se han observado los plumajes leucísticos anormales.
El llamado es similar a una risa, en un bajo y ondulado «croo-doo-doo-doo-doo» con una amplitud ascendente y descendente.

## Distribución y hábitat

Dove Iran

Es una especie muy común y extendida en matorrales, tierras secas de cultivo y habita en buena parte de su área de distribución, llegando a ser muy mansos. La especie se encuentra en gran parte de África subsahariana, Arabia Saudita, Irán, Afganistán, Pakistán y la India. También se encuentra en Israel, Líbano, Siria, los Emiratos Árabes Unidos y Turquía (estas poblaciones pueden derivar de las introducidas por humanos). Son sedentarios mayoritariamente, pero algunas poblaciones pueden hacer más movimientos. Las aves anilladas en Guyarat se han recuperado 200 kilómetros al norte de Pakistán, y pájaros exhaustos se han registrado aterrizando en barcos en el mar Arábigo. La especie (que se cree pertenece a la población nominal) se introdujo en Perth en 1889 y se ha establecido alrededor de Australia Occidental. Las aves que se posan en los buques pueden ser introducidas a nuevas regiones.

## Sistemática y taxonomía
Esta especie fue descrita por Carlos Linneo quien la colocó en el género Columba junto con otras palomas. Más tarde se colocó en el género Streptopelia pero estudios de filogenia molecular indicaron que esta y la tórtola moteada (S. chinensis) destacaban del resto de especies Streptopelia, lo que condujo a la utilización de un nombre de género más antiguo utilizado para la especie por Carl Jakob Sundevall. Desafortunadamente Sundevall utilizó el nombre Stigmatopelia senegalensis y Spilopelia para la tórtola moteada (usó el género para chinensis, así como para suratensis y tigrina, que ahora son subespecies) en la misma página de su libro de 1872. Algunos autores han argumentado que Stigmatopelia es el nombre válido, porque tiene prioridad debido a que aparece en una línea anterior en la página, pero Schodde y Mason en su catálogo zoológico de pájaros australianos eligieron Spilopelia cláusula citando 24 (b) del Código ICZN que apoya la decisión del primer revisor.

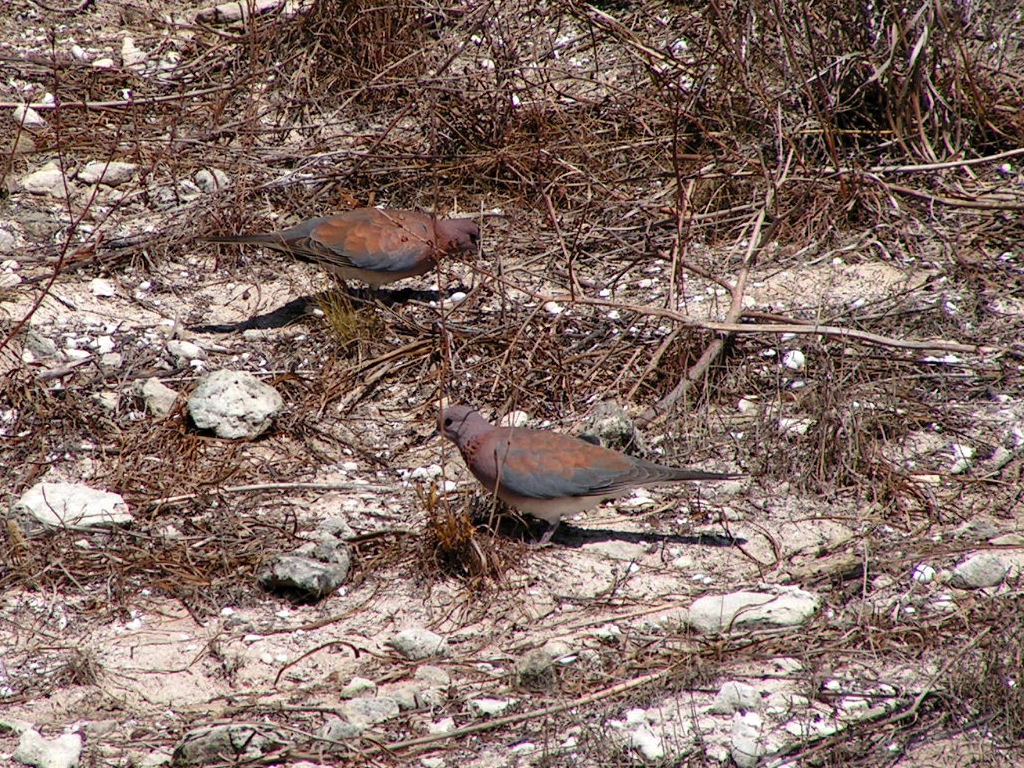
S. s. senegalensis salvaje (isla de Rottnest, Australia Occidental).

Varias poblaciones con mínimas diferencias de plumaje y tamaño han obtenido el estado de subespecie, estos incluyen:
- S. s. phoenicophila (Hartert, 1916): Marruecos, Argelia y Túnez;
- S. s. aegyptiaca (Latham, 1790): valle del Nilo;
- S. s. senegalensis (Linnaeus, 1766): Senegal y Nigeria, incluyendo a aequatorialis (Erlanger, 1904);
- S. s. cambayensis (Gmelin, 1789): India;
- S. s. ermanni (Bonaparte, 1856): Afganistán y Turquestán;
- S. s. sokotrae (Grant, 1914): isla de Socotra;
- S. s. dakhlae (Meinertzhagen, 1928): oasis de Dajla (Egipto) y Libia (comúnmente incluida en phoenicophila); y,
- S. s. thome (Bannerman, 1931): isla de Santo Tomé (pero posiblemente sea una población introducida).

## Comportamiento y ecología
Por lo general es visto en pareja o en pequeños grupos, y en contadas ocasiones en grupos grandes. Los grupos más grandes se forman sobre todo cuando beben en los ojos de agua de las regiones áridas. Grupos reducidos se reúnen en los árboles cerca de los oasis antes de volar a la orilla del agua, donde son capaces de succionar agua de igual forma que otros miembros de la familia de los pichones. La tórtola senegalesa come semillas caídas, principalmente del césped, otros restos vegetales y pequeños insectos terrestres como las termitas y escarabajos. Son bastante terrestres, alimentándose en el suelo de pastizales y cultivos. Su vuelo es rápido, con ritmos regulares dirigidos y un fuerte chasquido de las alas ocasional que son característicos de las palomas en general.

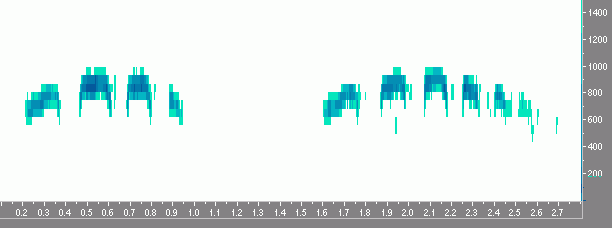
Sonograma del llamado (India meridional).

El macho en cortejo sigue a la hembra balanceando la cabeza mientras arrulla. El macho picotea sus alas plegadas en un «desplazamiento-acicalamiento» para solicitar la cópula a la hembra. Esta acepta agachándose y pidiendo comida. El macho puede disfrutar de la comida del cortejo antes de cubrir a la hembra. La pareja puede acicalarse mutuamente. Los machos pueden también lanzar al aire sonidos con las alas en señal de victoria y luego planear hacia abajo en un suave arco en su exhibición. La especie tiene una temporada de cría extendida en África. Casi todo el año en Malaui y Turquía; y sobre todo desde mayo hasta noviembre en Zimbabue, de febrero a junio en Egipto y Túnez. En Australia la temporada principal de reproducción es de septiembre a noviembre. El nido es una frágil plataforma de ramitas construida en un arbusto bajo y, en algunas veces, en grietas o bajo los aleros de las casas. Ambos padres construyen el nido: los machoss que traen las ramitas que son colocados por la hembra. La hembra pone dos huevos en un intervalo de un día, y los padres participan en la incubación y alimentación de los polluelos. Los machos pasan incubando el nido durante la mayor parte del día. Luego de incubados los primeros huevos se coloca el segundo huevo, y estos eclosionan después de unos 13 a 15 días. Los adultos que anidan pueden fingir una lesión para distraer y mantener a los depredadores lejos del nido. Múltiples crías pueden ser alimentadas por la misma pareja en el mismo nido. Siete nidadas por la misma pareja se ha observado en Turquía. La joven cría deja el nido después de aproximadamente 14 a 16 días. El críalo blanquinegro (Clamator jacobinus) llega al punto de poner su huevo en el nido de la tórtola moteada en África.
Frecuentemente las poblaciones salvajes en Australia se infectan con un virus que causa síntomas similares a los producidos en pericos por la enfermedad del pico y las plumas de los psitaciformes. Varios piojos ectoparásitos de aves se han encontrado en las especies e incluyen las de los géneros Coloceras, Columbicola, Bonomiella y Hohorstiella. Un parásito de sangre, Trypanosoma hannae, ha sido registrado en la especie. Han sido observado un alcaudón real (Lanius meridionalis) cazando una tórtola moteada adulta en el noroeste de la India, mientras que el busardo gavilán (Kaupifalco monogrammicus) es un depredador de la especie en África. Los pájaros sudafricanos muestran una deformidad en pico que produce el crecimiento excesivo de la mandíbula superior.